# Мала Даљегошта
Мала Даљегошта су насељено мјесто у општини Сребреница, Република Српска, БиХ. Према попису становништва из 1991. у насељу је живјело 353 становника.

## Становништво
| Демографија | Демографија | Демографија |
| Година      | Становника  | Становника  |
| ----------- | ----------- | ----------- |
| 1948.       | 293         |             |
| 1953.       | 308         |             |
| 1961.       | 315         |             |
| 1971.       | 376         |             |
| 1981.       | 406         |             |
| 1991.       | 353         |             |
| 2013.       | 88          |             |